# يورغن كابيلين
يورغن كابيلين (بالنرويجية البوكمول: Jørgen Cappelen)‏ هو مجدف نرويجي، ولد في 2 فبراير 1959 في أوسلو في النرويج.

## وصلات خارجية
- يورغن كابيلين على موقع الاتحاد الدولي للتجديف (الإنجليزية)
- يورغن كابيلين على موقع أوليمبيديا (الإنجليزية)